# Il primo Lensman
Il primo Lensman è un romanzo di fantascienza del 1950 dello scrittore statunitense E. E. "Doc" Smith. Fu pubblicato nel 1950 dalla Fantasy Press. Anche se nella cronologia della serie dei Lensman è il secondo libro, Il primo Lensman fu scritto per ultimo. Fu pubblicato per la prima volta in italiano nel 1974 col titolo Il dono del pianeta segreto.
Il romanzo narra della fondazione della Pattuglia Galattica da parte di Virgil Samms, il primo essere senziente del cosmo a portare la Lente, un distintivo che conferisce vari poteri psichici a chi lo porta.

## Trama
In un futuro distante, dove flotte di astronavi commerciali viaggiano tra numerosi pianeti, un viaggiatore di nome Virgil Samms visita il pianeta Arisia. Li divenne il primo portatore della Lente, un simbolo di legge e ordine. Come primo Lensman, Samms aiuta a creare la Pattuglia Galattica, un corpo di soldati dalle abilità fuori dal comune dedicato a difendere la galassia dalle minacce più pericolose.

## Edizioni
- E. E. Smith, First Lensman, 1950.
- E. E. Smith, Il dono del pianeta segreto, traduzione di Marisa Sanfelice, Collana Delta Fantascienza Fantasia Eroica n.12 Volume XII, Delta, 1974.
- E. E. Smith, Il primo Lensman, traduzione di Piergiorgio Nicolazzini, in La saga dei Lensmen, Collana Cosmo Serie Oro. Classici della Narrativa di Fantascienza n.117, Editrice Nord, 1991.